# Кальйоса-де-Сегура
Кальйоса-де-Сегура (ісп. Callosa de Segura) — муніципалітет в Іспанії, у складі автономної спільноти Валенсія, у провінції Аліканте. Населення — 18 008 осіб (2010).

## Географія
Муніципалітет розташований на відстані близько 350 км на південний схід від Мадрида, 42 км на південний захід від Аліканте.
На території муніципалітету розташовані такі населені пункти: (дані про населення за 2010 рік)
- Кальйоса-де-Сегура: 16082 особи
- Кальйосілья: 111 осіб
- Ло-Картахена: 358 осіб
- Ель-Сементеріо: 76 осіб
- Лос-Долорес: 368 осіб
- Ель-Пальмераль: 348 осіб
- Сан-Хосе: 461 особа
- Вереда-де-лос-Кубос: 204 особи

## Демографія
Динаміка населення (INE ):

## Галерея зображень

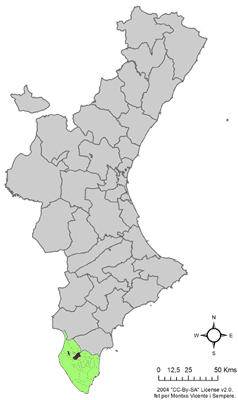
Розташування муніципалітету Кальйоса-де-Сегура у автономній спільноті Валенсія
Розташування муніципалітету у комарці Вега-Баха-дель-Сегура
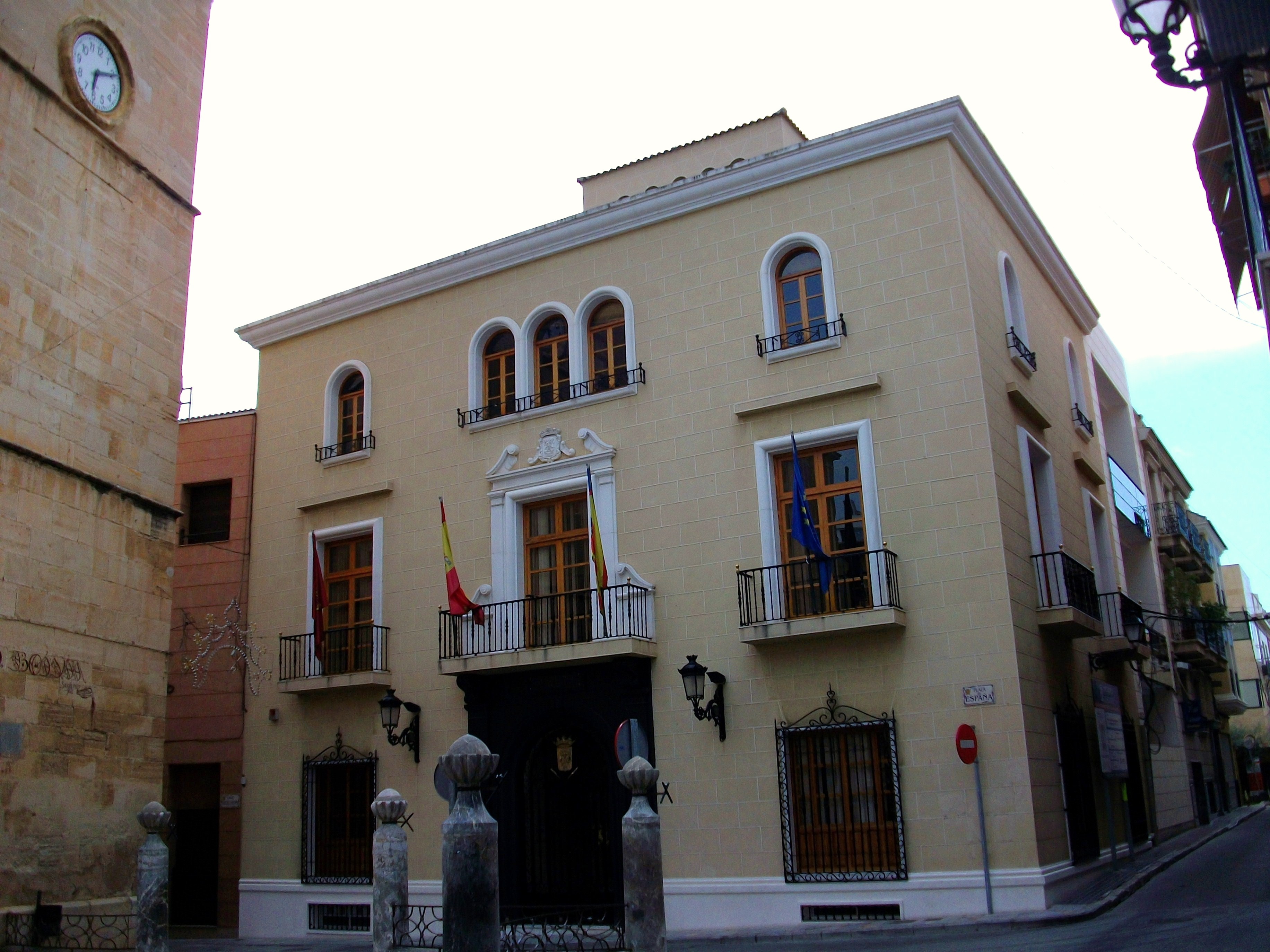
Муніципальна рада
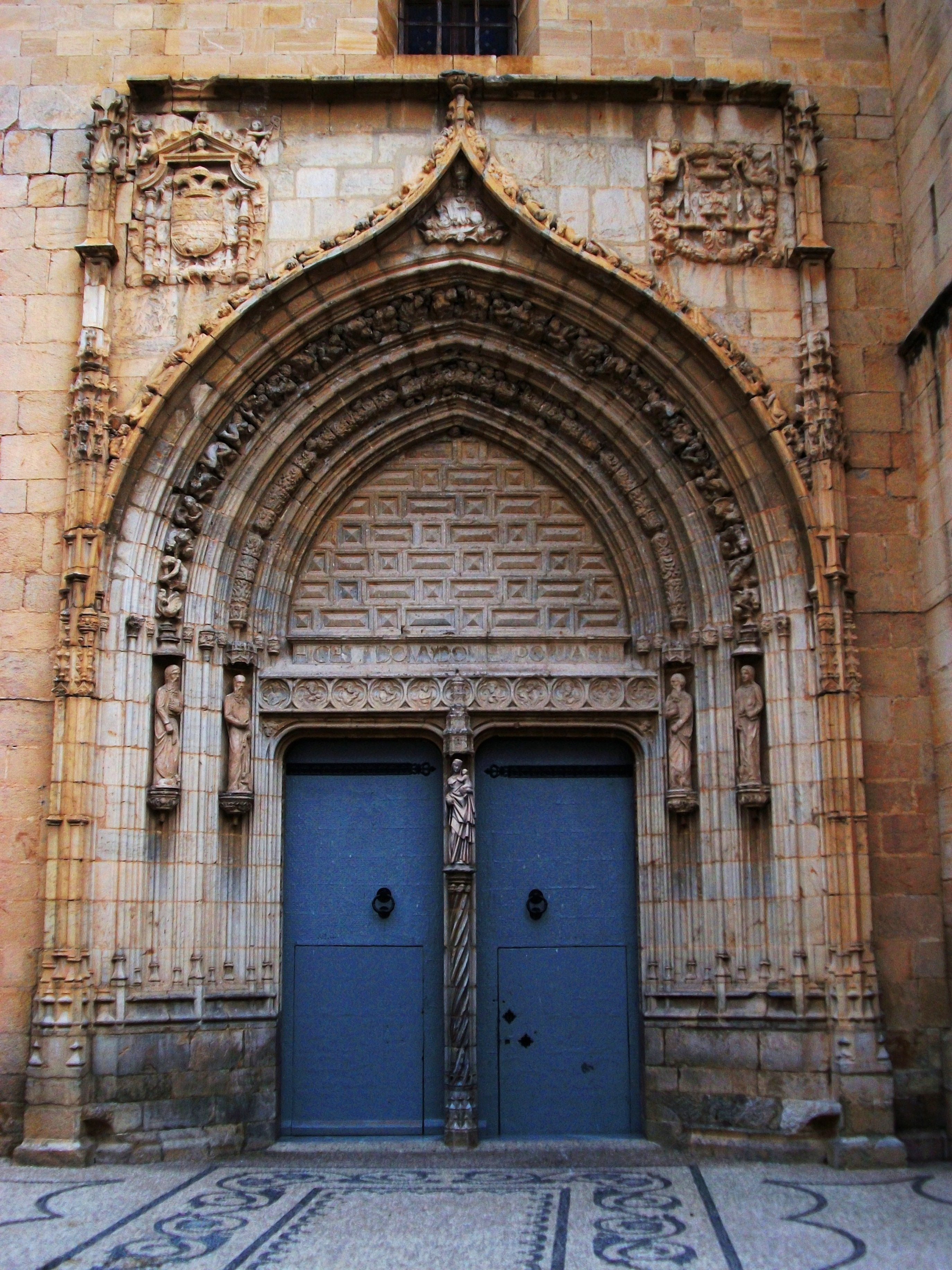
Церква Сан-Мартін